# Minuit, chrétiens
Minuit, chrétiens, coneguda en anglès com O Holy Night, és una nadala escrita al voltant de 1843 per Placide Cappeau i amb música d'Adolphe Adam del 1847. En català és coneguda com a "Cant de Nadal".
Originalment, fou composta per a soprano i teclat (piano, orgue o harmònium), però sovint és cantada per un baríton o tenor solista acompanyat a l'orgue en la Missa del gall que tradicionalment se celebra el 24 de desembre a la mitjanit. Moltes transcripcions d'aquesta cançó s'han fet per als més diversos orígens, des de l'adaptació simple per a instrument solista fins a l'orquestració simfònica amb un gran cor i orgue. Una de les versions és la interpretada per l'Escola Coral de l'Orfeó Català, amb arranjaments de Jordi Bello i l'adaptació al català de Baltasar Carbó.

## Història
La història d'aquesta nadala es remunta al 1843 a la vila de Rocamaura, França. L'orgue de l'església havia estat reformat recentment i per celebrar l'esdeveniment, el rector va convèncer el poeta Placide Cappeau, natural de la ciutat, d'escriure un poema de Nadal. Poc després, aquell mateix any, Adolphe Adam va compondre la música. La cançó va ser estrenada a Roquemaure l'any 1847 per la cantant d'òpera Emily Laurey.
El crític musical, ministre i editor del Dwight's Journal of Music, John Dwight, va adaptar la cançó a l'anglès el 1855. Aquesta versió es va fer popular als Estats Units, especialment al Nord, on el tercer vers va ressonar entre els abolicionistes, inclòs el mateix Dwight.
L'ampli rang vocal de la cançó fa que sigui una de les cançons de Nadal més difícils d'executar correctament, especialment per als aficionats sense formació.